# Epidendrum subpurum
Epidendrum subpurum är en orkidéart som beskrevs av Heinrich Gustav Reichenbach. Epidendrum subpurum ingår i släktet Epidendrum och familjen orkidéer. Inga underarter finns listade i Catalogue of Life.